# Patrícia Saboia
Patrícia Lúcia Saboia Ferreira Gomes o Patrícia Lúcia Mendes Saboia (Sobral, 10 d'octubre de 1962) és una política i pedagoga brasilera.
És la tercera filla de José Saboia Neto i de Maria Marly Mendes Saboia, neta paterna de l'exsenador Plínio Pompeu i tetraneta de Vicente Alves de Paula Pessoa. Fou esposa de Ciro Gomes, al costat del qual fou primera dama de l'estat i de Fortaleza. És mare de tres fills: Lívia, Ciro i Yuri.
El seu primer càrrec electe fou de regidora de Fortaleza, al 1996, pel PSDB. Al 1998 fou elegida diputada estatal de Ceará, ara pel PPS.
Al 2002, concorre a eleccions pel Senat, per l'estat de Ceará, i és la primera senadora de l'estat.
Ha realitzat accions pels drets humans femenins, i contra l'explotació sexual de menors. És autora del projecte de llei per ampliar la llei de llicència per maternitat a sis mesos.
Coordina el Front Parlamentari per la Defensa dels Drets Infantils i d'Adolescents i és presidenta de la CPI d'Explotació Sexual.

## Algunes publicacions
- 2003. Construindo uma nova Perspectiva para Crianças e Adolescentes. Brasília
- 2003. Palavras e Idéias: Compromisso com a Infância e a Adolescência (discursos i articles). Brasília
- 2004. Cartilha: Violência Sexual contra Meninos e Meninas. Comissão Parlamentar Mista de Inquérito da Exploração Sexual. Brasília
- 2004. Esperança para as Crianças no Brasil. A CPMI da Exploração Sexual Apresenta seus Resultados. Brasília
- 2004. Protagonismo Social. Reflexões sobre Curso de Capacitação de Lideranças Comunitárias no Ceará. Brasília
- 2005. Infância e Parlamento: guia para formação de Frentes Parlamentares em defesa de crianças e adolescentes. Brasília
- 2006. Manual per Formação e Ação de Frentes Parlamentares em Defesa dos Direitos de Crianças e Adolescentes (en coautoria amb l'Institut Save the Children, de Suècia). Brasília
- 2006. Frente Parlamentar em Defesa dos Direitos de Crianças e Adolescentes, uma Experiência Brasileira (en coautoria amb l'Institut Save the Children, de Suècia). Brasília
- 2007. Os quatro primeiros anos no Senado. Pela infância, pelo Nordeste e por um Brasil melhor. Brasília

## Honors
- Orde de Mèrit Naval, Marina del Brasil, 11 de juny de 2005

### Premis
- Premi Apvida, Ceará, maig de 2006
- Premi Dona de les Lluites i dels Drets 2005-2006, Institut Municipalista Nacional
- Premi Neide Castanha de Drets Humans de Nens i Adolescents.[3]